# Pueblo Nuevo de los Ángeles
Pueblo Nuevo de los Ángeles är en ort i kommunen El Oro i delstaten Mexiko i Mexiko. Samhället hade 1 114 invånare vid folkräkningen år 2020.